# Mountain City (Tennessee)
Mountain City is een plaats (town) in het noordoosten van de Amerikaanse staat Tennessee, en is de bestuurszetel van Johnson County.

## Demografie
Bij de volkstelling in 2000 werd het aantal inwoners vastgesteld op 2383.
In 2006 is het aantal inwoners door het United States Census Bureau geschat op 2402, een stijging van 19 (0,8%).

## Geografie
Volgens het United States Census Bureau beslaat de plaats een oppervlakte van
8,6 km², geheel bestaande uit land. Mountain City ligt op ongeveer 661 meter boven zeeniveau, in de Blue Ridge Mountains.

## Plaatsen in de nabije omgeving
De onderstaande figuur toont nabijgelegen plaatsen in een straal van 32 km rond Mountain City.